# Просвещение (Доктор Кто)
Просвещение (англ. Enlightenment) — пятая серия двадцатого сезона британского научно-фантастического телесериала «Доктор Кто», состоящая из четырёх эпизодов, которые были показаны в период с 1 по 9 марта 1983 года.

## Сюжет
Из-за вмешательства Белого и Черного Стражей ТАРДИС появляется на плывущем корабле. Тиган остается внутри, а Доктор и Турлоу отправляются исследовать. Вскоре Доктор узнает, что команда не помнит ничего о том, как попала на борт, и знает только, что они участвуют в какой-то гонке. Тиган, покинув ТАРДИС, встречает первого помощника Марринера, который предлагает отвести ее к друзьям, а Доктор и Турлоу встречают капитана Страйкера. В рулевой рубке Доктор видит карту гонки с маркерами-планетами Солнечной системы. Марринер показывает остальных участников: греческую трирему, пиратский корабль XVII века и другие судна из разных времен, плывущие в космосе под действием солнечного ветра.
Доктор вскоре узнает, что офицеры на корабле из расы вечных, живущих вне времени существ, в противопоставление Доктору и друзьям "однодневкам". Один из кораблей взрывается, и Доктор подозревает саботаж. Тиган чувствует себя плохо, так что Марринер отводит ее в комнату, в которой есть ее вещи из ТАРДИС и квартиры в Брисбене, и понимает, что он читал ее мысли.
Доктор узнает, что вечные используют однодневок из-за их мыслей и идей. Вечные жили так долго, что уже не способны думать о себе, и им нужны человеческие разумы, чтобы дать им существование. Приз за выигрыш в гонке — просвещение, знание всего. Вечные заставляют ТАРДИС исчезнуть, и запертые на борту Доктор с компанией идут на палубу в скафандрах. Турлоу слышит дразнящий голос Черного Стража и, не выдержав давления, бросается с палубы.
Турлоу подбирает пиратский корабль под командованием капитана Рэк. Она посылает через своего первого помощника подарок одному из соперников меч, инкрустированный драгоценными камнями, и приглашения всем на вечеринку. Тиган и Доктор решают сопровождать Марринера. Рэк показывает Турлоу запертую комнату с вакуумным щитом, и он слышит голос Черного Стража через дверь в то время, как другой корабль взрывается, предположительно от удара астероида. Доктор подозревает нечестную игру, тем более что тот корабль, как и их, тоже бросил вызов пиратскому.
Прибыв на борт пиратского судна, Доктор и Тиган смешиваются с толпой, а Турлоу прокрадывается к запертой комнате. Следуя за ним, Доктор находит устройство, которое, как он уверен, использует Рэк для уничтожения кораблей. Они вспоминают, что Рэк подарила капитанам обоих кораблей по красному кристаллу, на которых и фокусировалась энергия. Но их ловит помощник Рэк. Тем временем Рэк гипнотизирует Тиган и вставляет в ее тиару красный кристалл.
Турлоу говорит Рэк, что хотел поймать Доктора. Доктор, Тиган и Марринер возвращаются на корабль, но Рэк читает мысли Турлоу и узнает, что он лжет. Тот признается, что служит Черному Стражу, и она запирает его, чтобы тот продемонстрировал силу Черного Стража. Доктор замечает камень в тиаре Тиган и разбивает его, но оказывается, что это только размножит его силу, так что ему приходится выбросить осколки за борт, где те взрываются.
Ветер прекращается, и Рэк выходит вперед. Вечные возвращают ТАРДИС Доктору, и тот, перелетев на пиратский корабль, пытается урезонить Рэк, но ее первый помощник начинает сражение с Турлоу. Тиган с борта корабля видит два тела, вылетевшие в космос, и пиратский корабль приходит к финишу. Люди с кораблей исчезают.
Оказывается, что просвещение хранят Белый и Черный Стражи, а победитель — Доктор, приведший с Турлоу корабль к финишу после "несчастного случая" с Рэк и ее помощником. Но Доктор отказывается принять истину, и Белый Страж изгоняет Страйкера и Марринера обратно в вечность. Турлоу также получает часть приза, и Черный Страж напоминает ему о сделке: или он отдает кристалл, или Доктора, и тогда получает и просвещение и ТАРДИС. Турлоу швыряет кристалл Черному Стражу, и тот растворяется в криках и пламени. Доктор говорит, что просвещение — не кристалл, а сам выбор.

## Трансляции и отзывы
| Эпизод            | Дата показа  | Продолжительность | Телезрители (в миллионах) |
| ----------------- | ------------ | ----------------- | ------------------------- |
| «Часть 1»         | 1 марта 1983 | 24:12             | 6,6                       |
| «Часть 2»         | 2 марта 1983 | 24:23             | 7,2                       |
| «Часть 3»         | 8 марта 1983 | 24:38             | 6,2                       |
| «Часть 4»         | 9 марта 1983 | 24:34             | 7,3                       |
| [ 1 ] [ 2 ] [ 3 ] |              |                   |                           |

## Интересные факты
- В этом сезоне Доктор в каждой серии встречается со старыми врагами. В этой и предыдущих двух («Мертвец Модрин» и «Терминус») он сражается против Черного Стража, с которым он встречался в поисках ключа времени. Все три серии образуют сюжетную арку Черного Стража.